# Avet de la Cremada
L'avet de la Cremada o avet de Llacs (Abies alba) és un arbre que es troba a Boí (l'Alta Ribagorça) i l'avet català amb el perímetre de tronc més gran. El nom d'avet de la Cremada li ve d'un incendi forestal que ja fa molts anys va patir la zona en què es troba.

## Dades descriptives
- Perímetre del tronc a 1,30 m: 6,19 m.
- Perímetre de la base del tronc: 8,33 m.
- Alçada: 30 m.
- Amplada de la capçada: 15,80 m.
- Altitud sobre el nivell del mar: 1.855 m.

## Entorn
Es troba en una torrentera seca amb moltes pedres i certa inclinació, on domina l'avet i hi ha força pi negre. També hi ha gatsaule, moixera de guilla, ginebró, nabiu, neret, gerdera, pebrotera borda, ortiga, orella d'os, tora blava, canyaferla i epilobi. Quant a animals, s'hi pot veure picot negre, voltor, esquirol, fagina, marta, geneta i, potser també, l'os pirinenc.

## Aspecte general
Aparentment té bon aspecte, amb brotades no gaire prolífiques però moderadament ufanoses i sanes. L'ull principal de creixement és sec ja fa anys, i, per tant, aquest fet comporta una regressió lenta que pot durar molts i molts anys. Hi ha molta presència de líquens barbulats penjant de les branques i una part important del brancatge lateral intern està sec, però no de manera preocupant.